# Lucy Vuillemin
Lucy Vuillemin, ook wel Louise Vuillemin was een Frans zangeres aan het begin van de 20e eeuw.
Diverse componisten droegen werken aan haar op en zij op haar beurt zong liederen van die componisten. Zij werd daarin soms begeleid door haar man Louis Vuillemin, componist, criticus, maar ook biograaf van Gabriel Fauré. Het echtpaar heeft ook opgetreden in de Nuiszaal op 22 april 1926 met een lezing en uitvoering van werken van Fauré. Lucy Vuillemin steunde voorts Olivier Messiaen aan het begin van zijn componistenloopbaan.
Ze zong rollen in Theatre des Arts, Opéra Comique en Théâtre des Champs-Élysées en zong met het orkest Concerts Lamoureux.
Aan haar opgedragen zijn:
- Gabriel Grovlez: Trois mélodies uit 1911
- Florent Schmitt: Deux chansons opus 55 uit 1912
- Gabriel Fauré: Je me poserai sur ton coeur (opus 106.4) uit 1914
- Albert Roussel: Deux mélodies opus 20 nr. 2 Sarabande uit 1919, dat zij ook voor het eerst uitvoerde net als Deux mélodies opus 19

Zij voerde als eerste uit:
- Deux mélodies opus 19 en 20 van Roussel
- Trois chansons pour choeur mixte sans accompagnement van Maurice Ravel, maar dan in de originele uitvoering voor zangstem en piano.

Ze correspondeerde met Francis Poulenc en Nadia Boulanger.
Zowel Lucy als Louis Vuillemin zijn inmiddels grotendeels vergeten, alhoewel Lucy haar man nog afhield van de Prix de Rome, die prijs werd alleen aan ongehuwden gegeven. Van haar is nog één opname bekend op een 78 toerenplaat.